# Klonówka (góra)

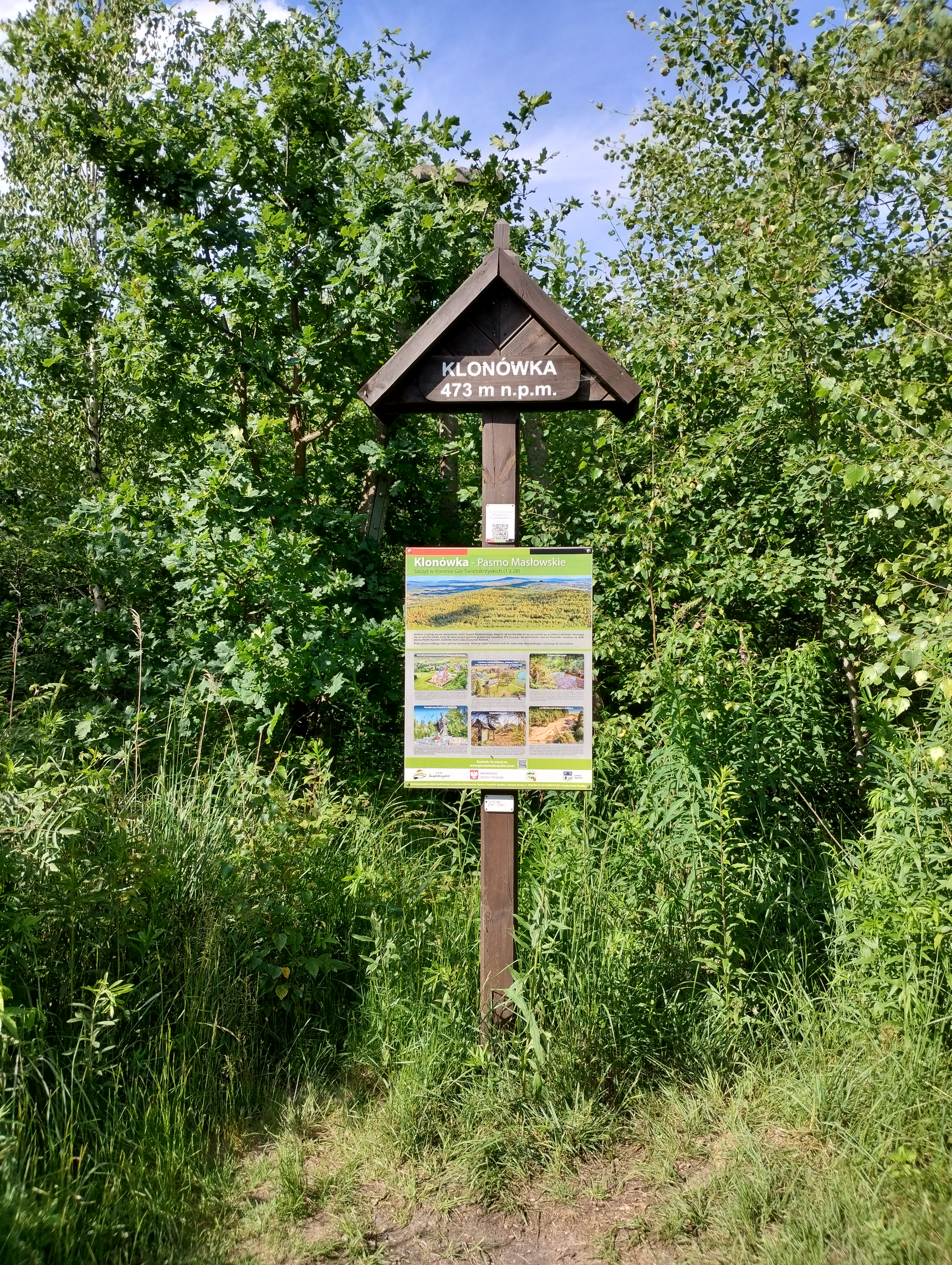
Tablica na szczycie

Klonówka – grzbiet we wschodniej części Pasma Masłowskiego w Górach Świętokrzyskich. Ciągnie się na długości 3 km od wsi Masłów Drugi na zachód po przełom Lubrzanki na wschód. W najwyższym punkcie grzbiet osiąga wysokość 473 m n.p.m. Z usytuowanej na wzgórzu platformy widokowej rozciąga się rozległa panorama na zachodnią część Niecki Łagowskiej. Na wschodnim zboczu Klonówki znajduje się skała Wielki Kamień, bardziej znana jako Diabelski Kamień.
Przez górę przechodzi  Główny Szlak Świętokrzyski im. Edmunda Massalskiego z Gołoszyc do Kuźniaków.